# Longevilles-Mont-d'Or
Longevilles-Mont-d'Or est une commune française située dans le département du Doubs, la région culturelle et historique de Franche-Comté et la région administrative Bourgogne-Franche-Comté.
Les habitants sont appelés Les B'sachards,.

## Géographie
La commune est longée au nord-ouest par le ruisseau le Bief Rouge qui limite le territoire de Longevilles-Mont-d'Or avec celui de Fourcatier-et-Maison-Neuve.

### Toponymie
Les deux localités de Longevilles-Basses et Longevilles-Hautes ont existé jusqu'en 1923 et ont fusionné sous le nom de Longevilles-Mont-d'Or.
Elle est située dans le Haut-Doubs, à environ 20 km de Pontarlier.

### Climat
Pour des articles plus généraux, voir Climat de la Bourgogne-Franche-Comté et Climat du Doubs.
En 2010, le climat de la commune est de type climat de montagne, selon une étude du Centre national de la recherche scientifique s'appuyant sur une série de données couvrant la période 1971-2000. En 2020, Météo-France publie une typologie des climats de la France métropolitaine dans laquelle la commune est exposée à un climat de montagne ou de marges de montagne et est dans la région climatique  Jura, caractérisée par une forte pluviométrie en toutes saisons (1 000 à 1 500 mm/an), des hivers rigoureux et un ensoleillement médiocre. 
Pour la période 1971-2000, la température annuelle moyenne est de 7 °C, avec une amplitude thermique annuelle de 16,6 °C. Le cumul annuel moyen de précipitations est de 1 760 mm, avec 13,3 jours de précipitations en janvier et 11,3 jours en juillet. Pour la période 1991-2020, la température moyenne annuelle observée sur la station météorologique de Météo-France la plus proche, « La Boissaude Rochejean », sur la commune de Rochejean à 2 km à vol d'oiseau, est de 6,7 °C et le cumul annuel moyen de précipitations est de 1 401,4 mm. 
La température maximale relevée sur cette station est de 32,1 °C, atteinte le 27 juin 2019 ; la température minimale est de −22,3 °C, atteinte le 20 décembre 2009,,. 
Les paramètres climatiques de la commune ont été estimés pour le milieu du siècle (2041-2070) selon différents scénarios d'émission de gaz à effet de serre à partir des nouvelles projections climatiques de référence DRIAS-2020. Ils sont consultables sur un site dédié publié par Météo-France en novembre 2022.

## Urbanisme

### Typologie
Au 1er janvier 2024, Longevilles-Mont-d'Or est catégorisée commune rurale à habitat dispersé, selon la nouvelle grille communale de densité à 7 niveaux définie par l'Insee en 2022.
Elle est située hors unité urbaine et hors attraction des villes,.

### Occupation des sols
L'occupation des sols de la commune, telle qu'elle ressort de la base de données européenne d’occupation biophysique des sols Corine Land Cover (CLC), est marquée par l'importance des forêts et milieux semi-naturels (67,1 % en 2018), une proportion identique à celle de 1990 (67,1 %). La répartition détaillée en 2018 est la suivante : 
forêts (42,6 %), zones agricoles hétérogènes (32,9 %), milieux à végétation arbustive et/ou herbacée (24,5 %). L'évolution de l’occupation des sols de la commune et de ses infrastructures peut être observée sur les différentes représentations cartographiques du territoire : la carte de Cassini (XVIIIe siècle), la carte d'état-major (1820-1866) et les cartes ou photos aériennes de l'IGN pour la période actuelle (1950 à aujourd'hui).

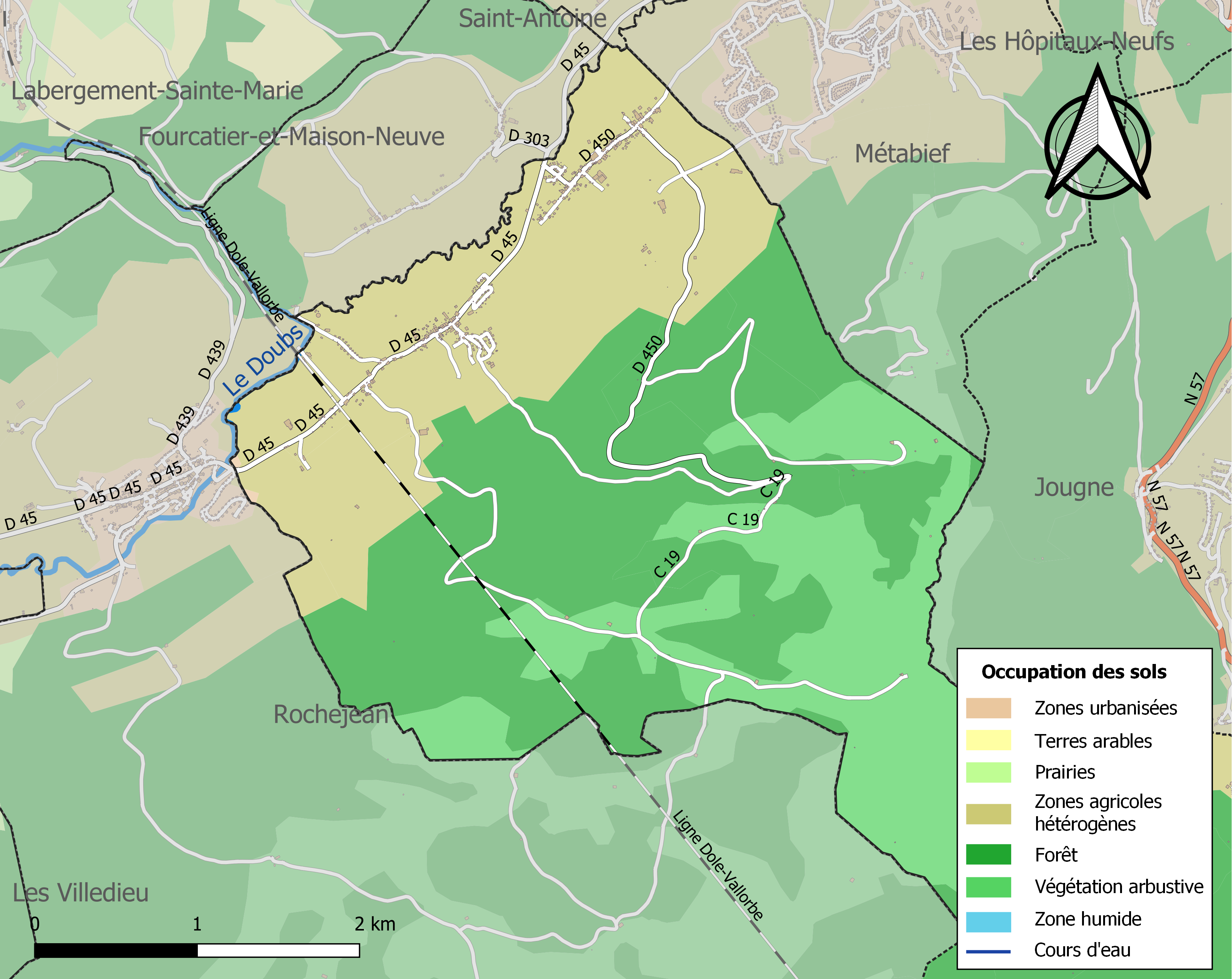
Carte des infrastructures et de l'occupation des sols de la commune en 2018 (CLC).

## Politique et administration
| Période                                  | Période                     | Identité                                                 | Étiquette | Qualité  |
| ---------------------------------------- | --------------------------- | -------------------------------------------------------- | --------- | -------- |
| vers 1845                                |                             | Lanquetin                                                |           |          |
| mars 2008                                | En cours (au 1er juin 2020) | Claude Jacquemin-Verguet, Réélu pour le mandat 2020-2026 | DVD       | Retraité |
| Les données manquantes sont à compléter. |                             |                                                          |           |          |

## Démographie

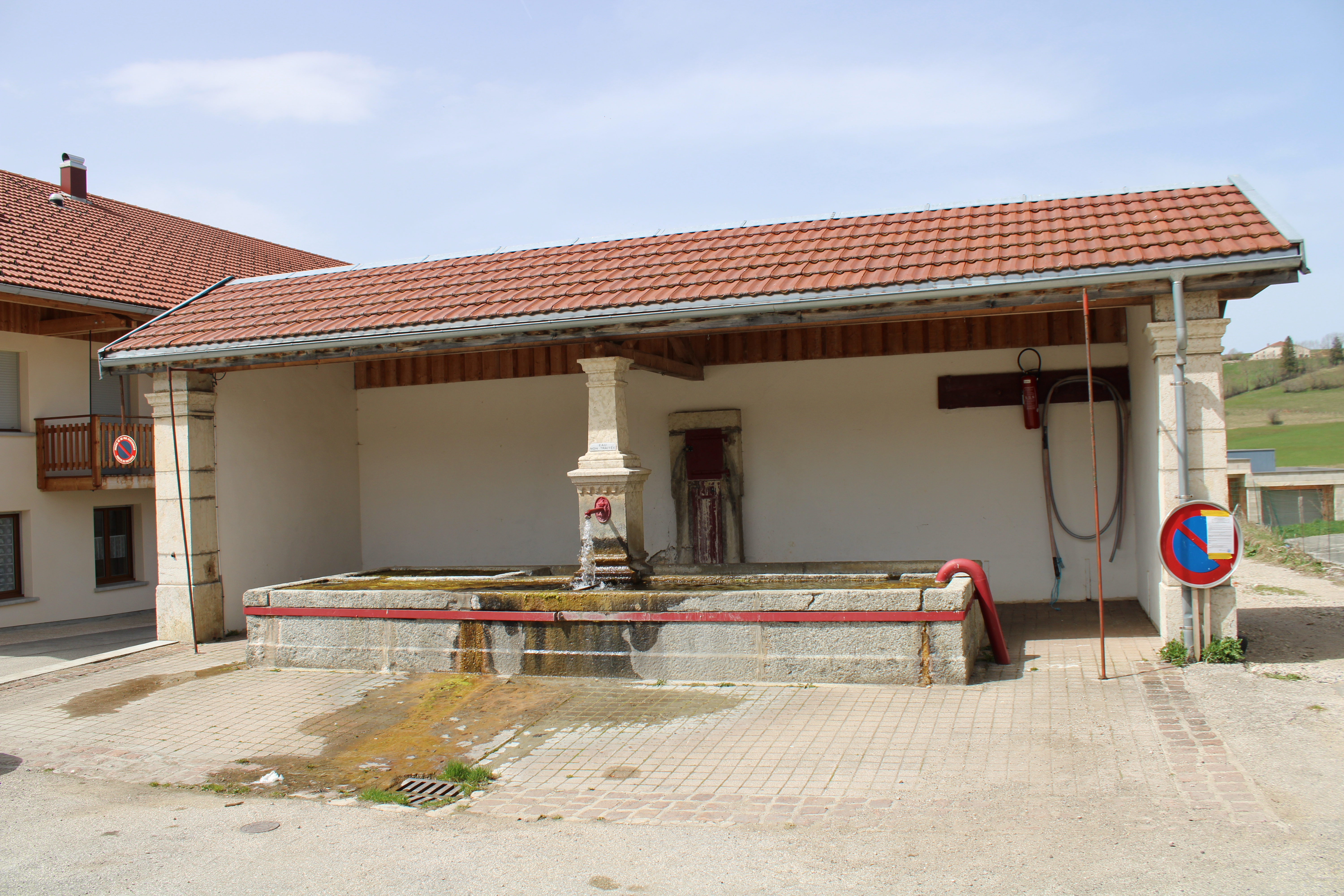
La fontaine-lavoir.

L'évolution du nombre d'habitants est connue à travers les recensements de la population effectués dans la commune depuis 1793. Pour les communes de moins de 10 000 habitants, une enquête de recensement portant sur toute la population est réalisée tous les cinq ans, les populations de référence des années intermédiaires étant quant à elles estimées par interpolation ou extrapolation. Pour la commune, le premier recensement exhaustif entrant dans le cadre du nouveau dispositif a été réalisé en 2006.

En 2022, la commune comptait 615 habitants, en évolution de +8,66 % par rapport à 2016 (Doubs : +1,88 %, France hors Mayotte : +2,11 %).
| 1793 | 1800 | 1806 | 1821 | 1831 | 1836 | 1841 | 1846 | 1851 |
| ---- | ---- | ---- | ---- | ---- | ---- | ---- | ---- | ---- |
| 626  | 597  | 614  | 636  | 624  | 670  | 670  | 656  | 670  |

| 1856 | 1861 | 1866 | 1872 | 1876 | 1881 | 1886 | 1891 | 1896 |
| ---- | ---- | ---- | ---- | ---- | ---- | ---- | ---- | ---- |
| 683  | 692  | 691  | 560  | 543  | 540  | 504  | 503  | 462  |

| 1901 | 1906 | 1911 | 1921 | 1926 | 1931 | 1936 | 1946 | 1954 |
| ---- | ---- | ---- | ---- | ---- | ---- | ---- | ---- | ---- |
| 450  | 400  | 401  | 398  | 392  | 379  | 348  | 327  | 340  |

| 1962 | 1968 | 1975 | 1982 | 1990 | 1999 | 2006 | 2011 | 2016 |
| ---- | ---- | ---- | ---- | ---- | ---- | ---- | ---- | ---- |
| 281  | 248  | 253  | 272  | 323  | 368  | 400  | 441  | 566  |

| 2021 | 2022 | - | - | - | - | - | - | - |
| ---- | ---- | - | - | - | - | - | - | - |
| 613  | 615  | - | - | - | - | - | - | - |

## Lieux et monuments
- Église Saint-Sylvestre, construite en 1863 grâce notamment aux généreux apports de l'Empereur Napoléon III et de Jacques Séraphin Lanquetin, enfant du pays, président du conseil municipal de Paris et député. Son maître-autel (ensemble gradins d'autel, retable, tabernacle, statues et tableau) est classé à titre objet aux monuments historiques depuis le 26 décembre 2000.

### Images de l'église Saint-Sylvestre

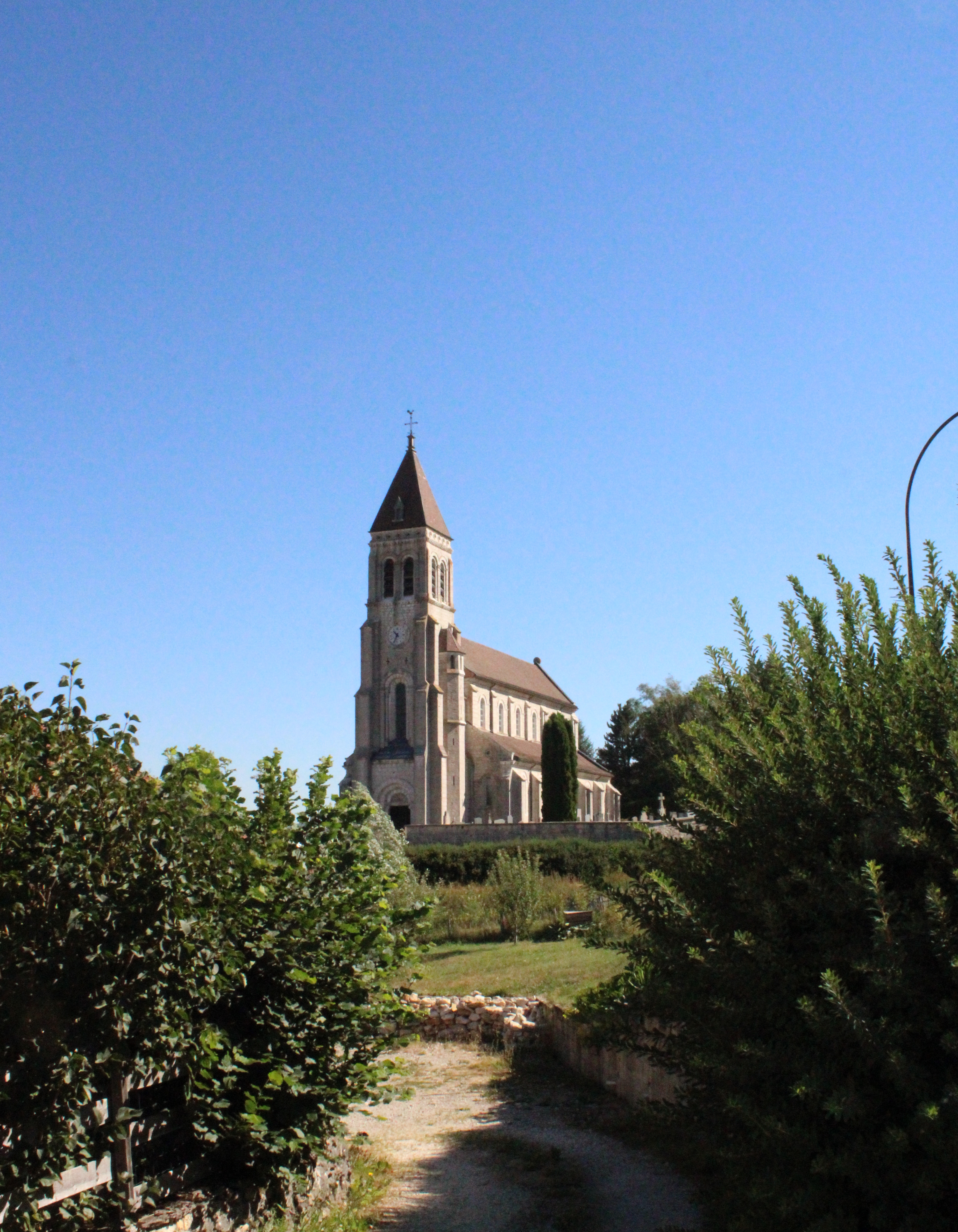
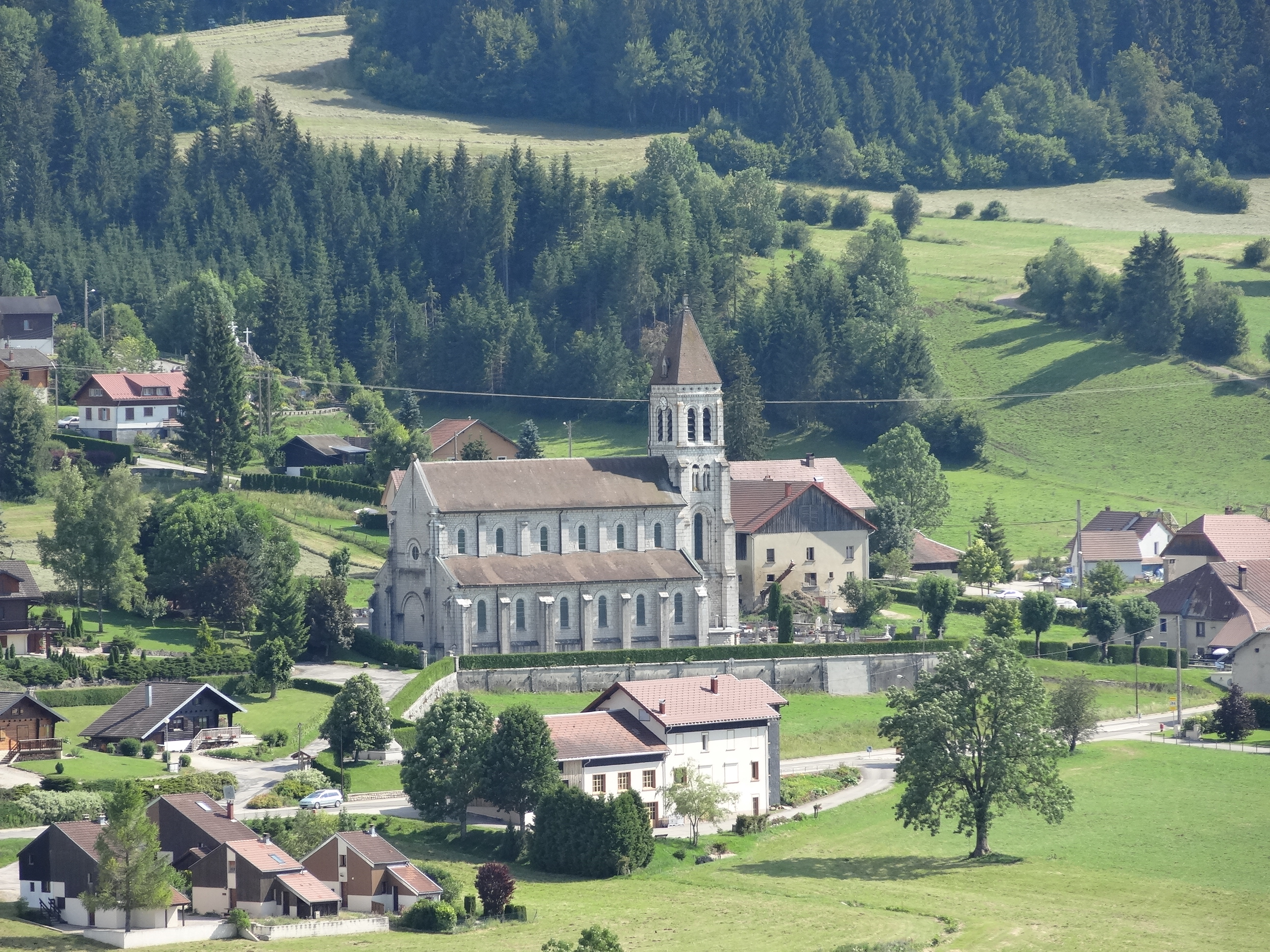
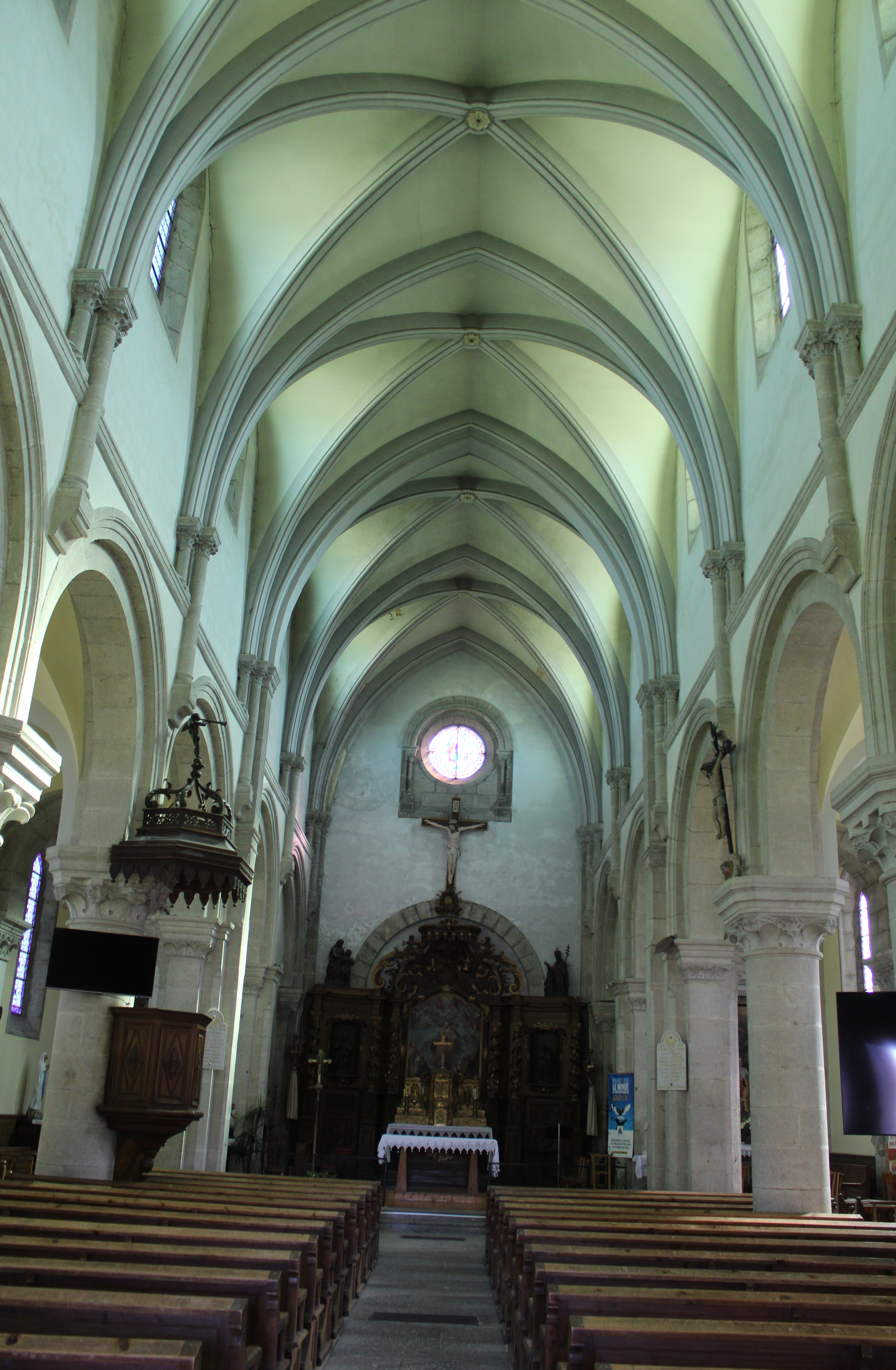
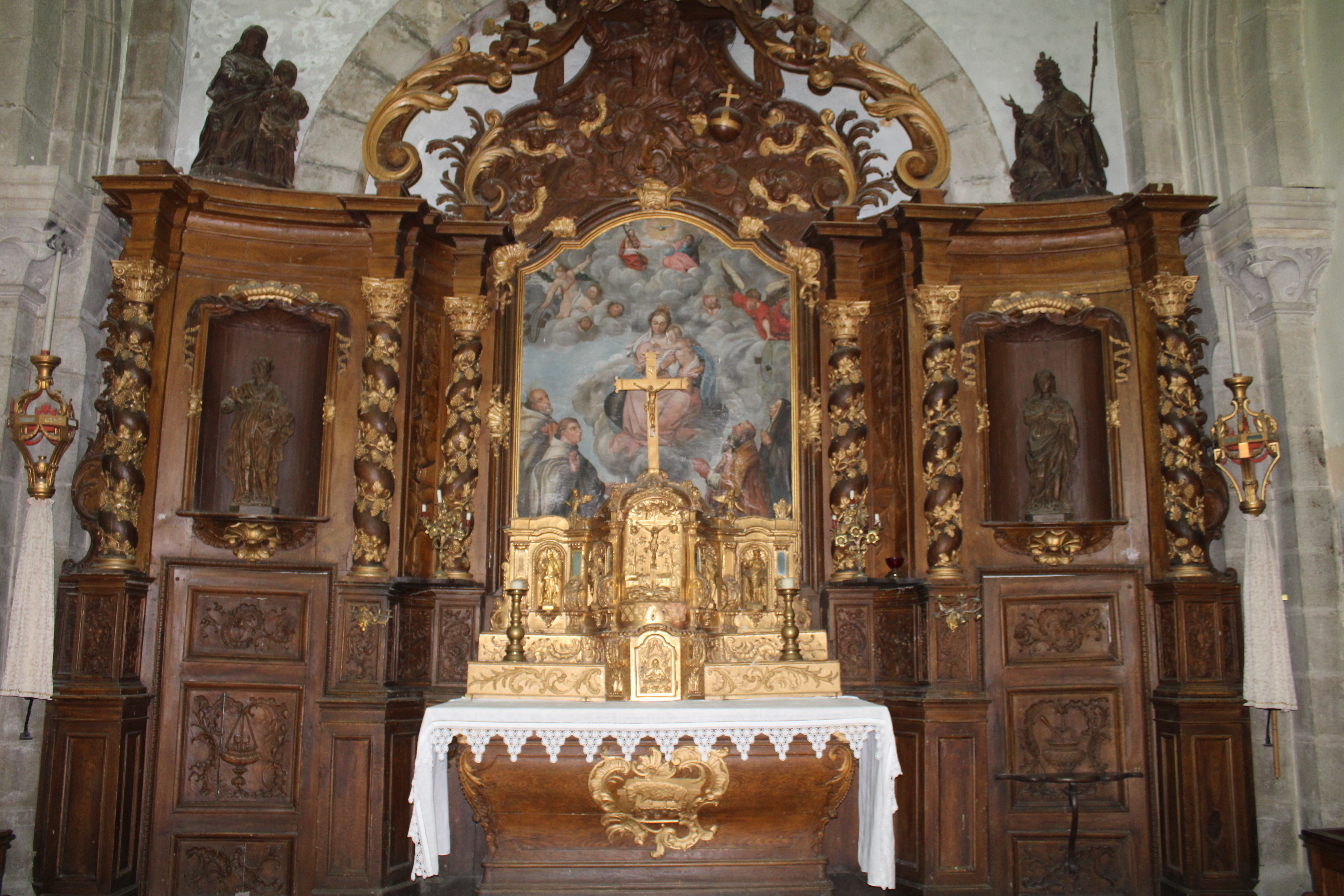

- Calvaire dédié à la Vierge Marie, construit en 1921 avec l'aide des jeunes gens du village revenus vivants de la Première Guerre mondiale.
- Une croix de mission[21] en fer forgé pouvant remonter à la seconde moitié du XVIIIe siècle est installée devant le portail de l’église. Elle comporte de remarquables décors et un piédestal en calcaire très ouvragé.
- Le monument aux morts.
- Le « chemin du fer », parcours de 4,5 km dans bois et alpages au-dessus du village. Ce chemin fait découvrir le passé minier de la commune, qui a extrait du minerai de fer jusqu'au milieu du XIXe siècle. Ce minerai était ensuite traité dans le haut-fourneau de la toute proche commune de Rochejean[22].
- Le sommet du Mont d'Or situé dans le massif du Jura qui s'élève à 1 463 m d'altitude ce qui en fait le point culminant du département du Doubs.

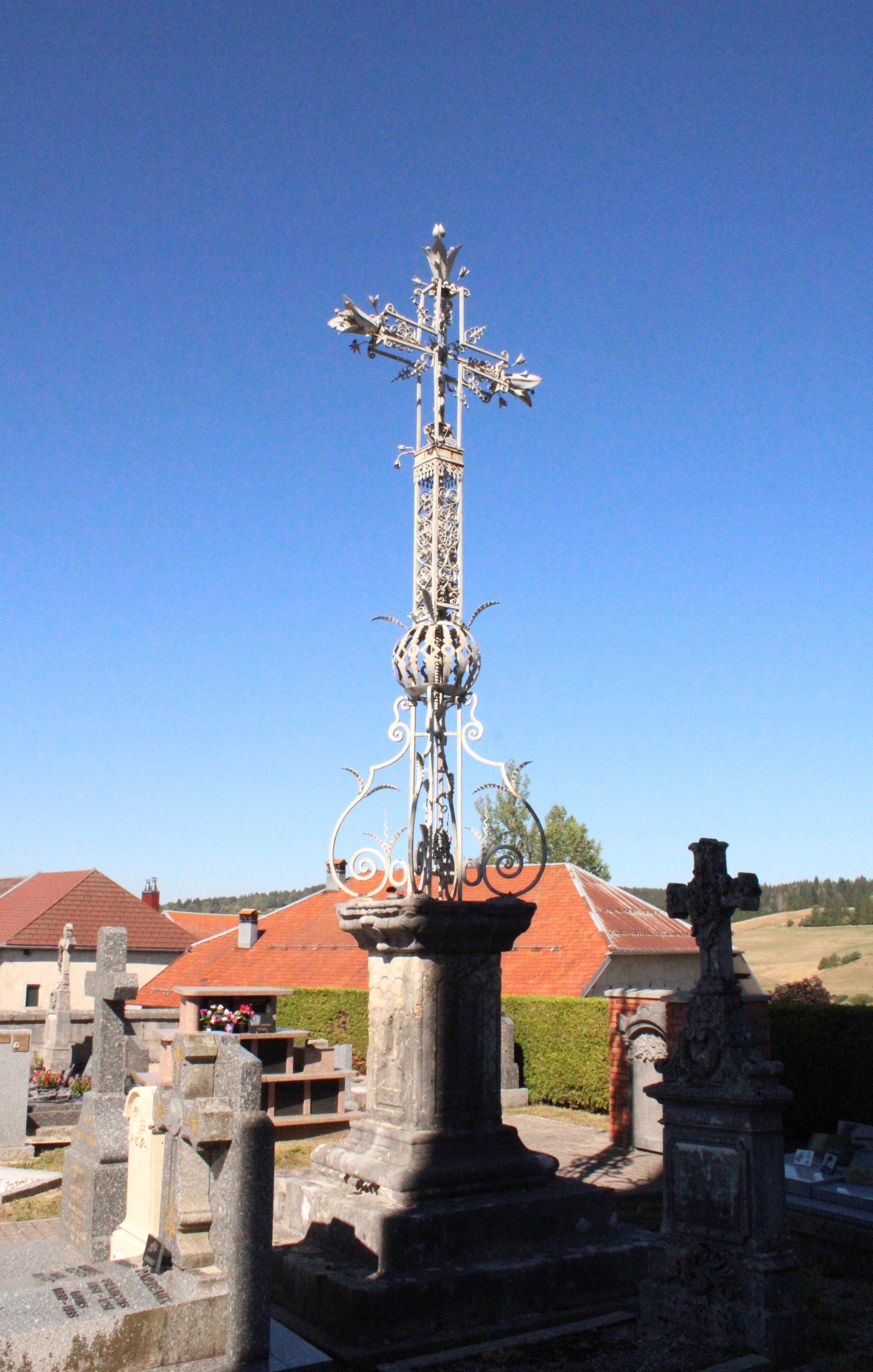
La croix de mission.
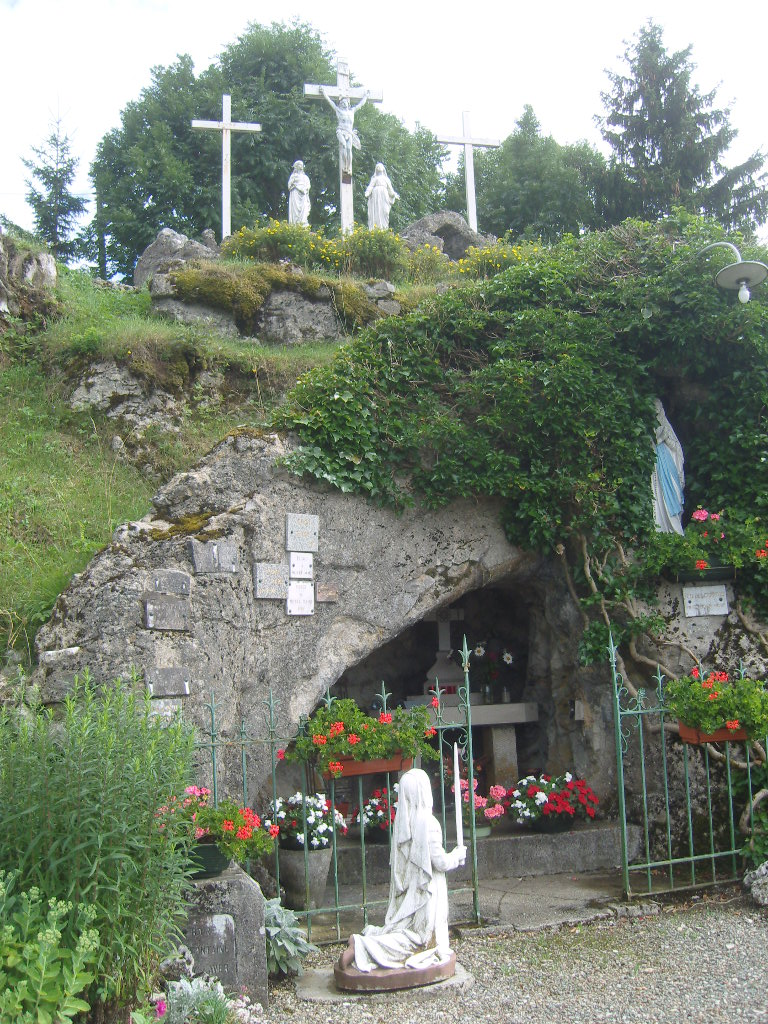
Le calvaire.
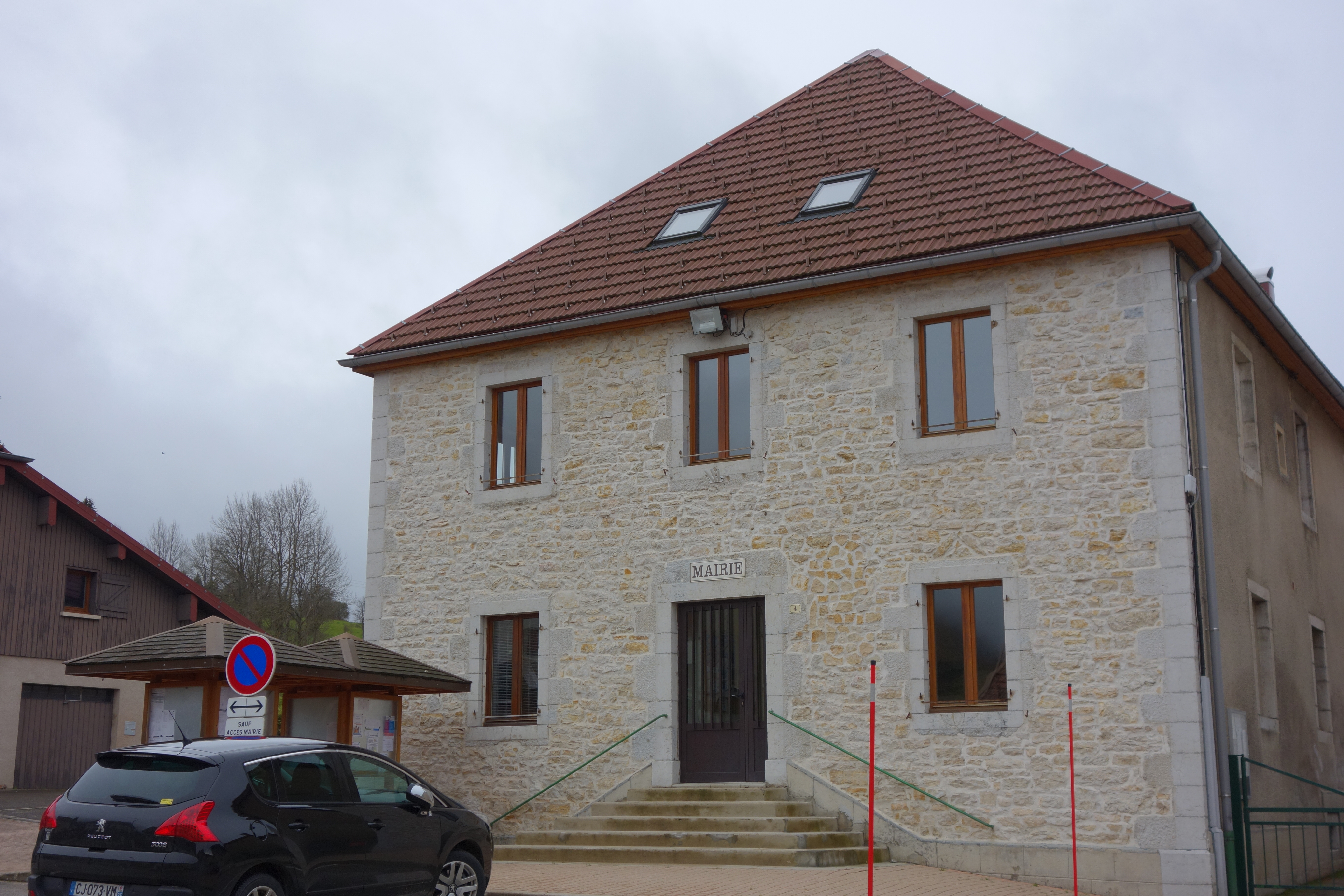
La mairie
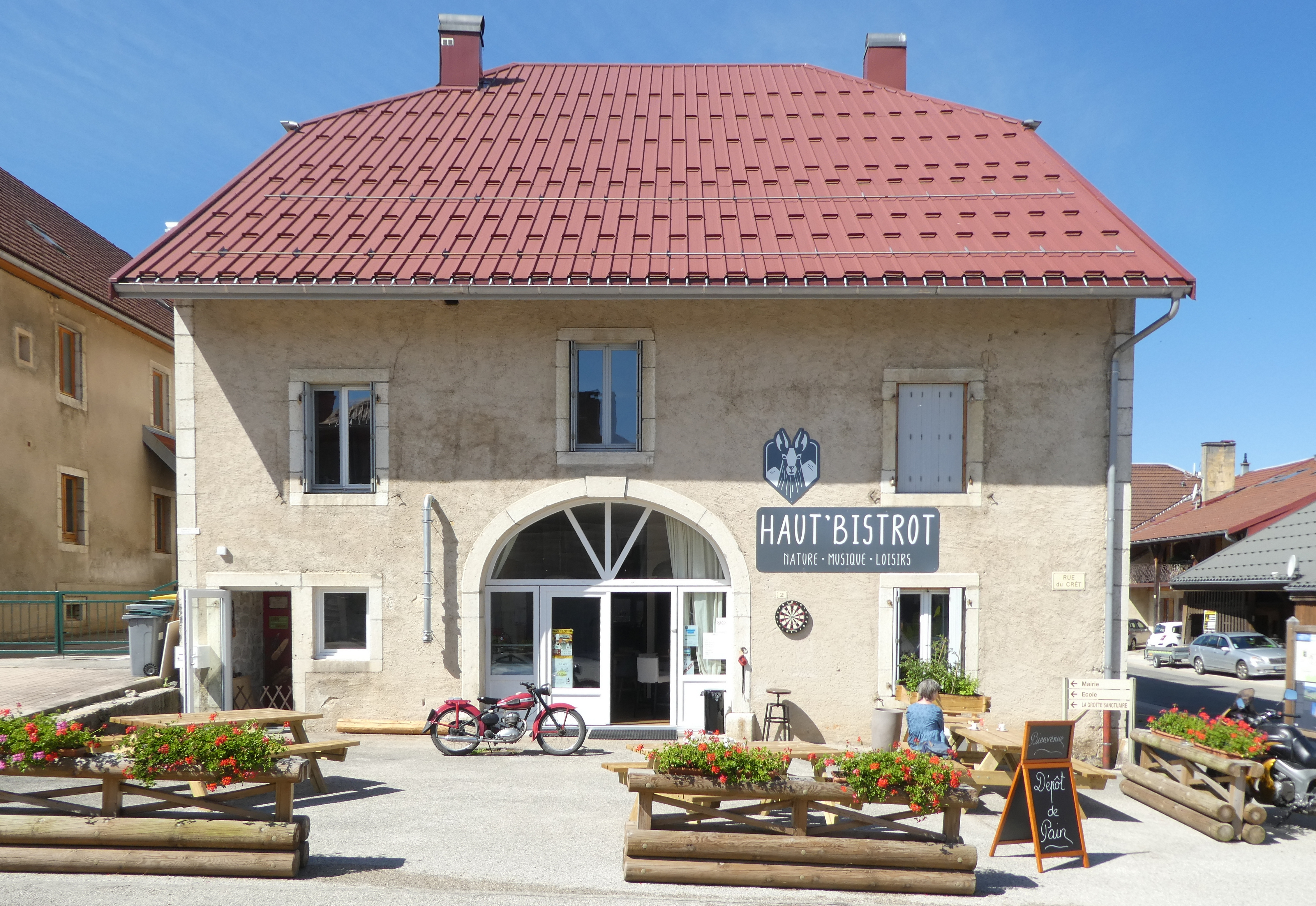
Le haut bistro
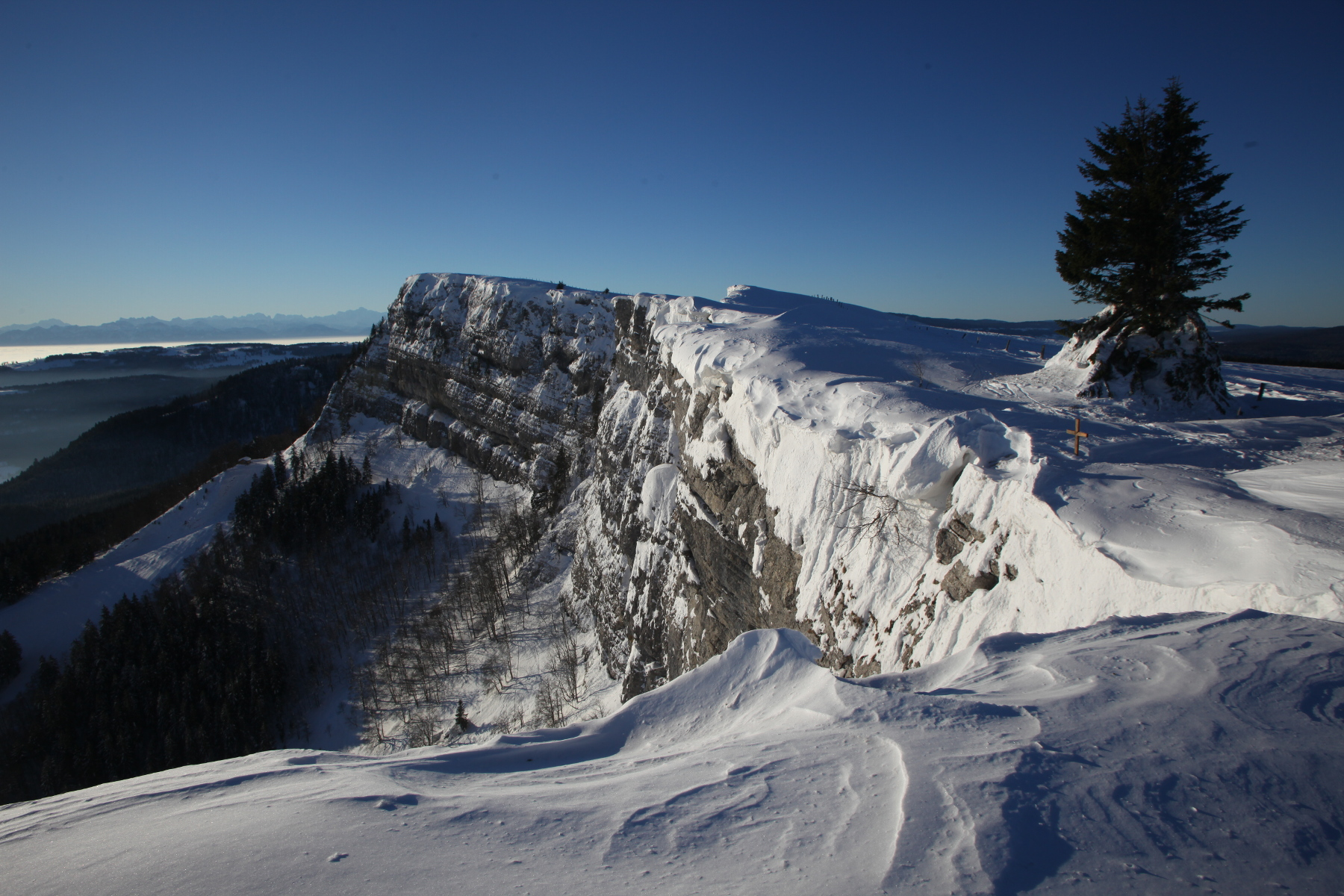
La falaise et le sommet du Mont d'Or.
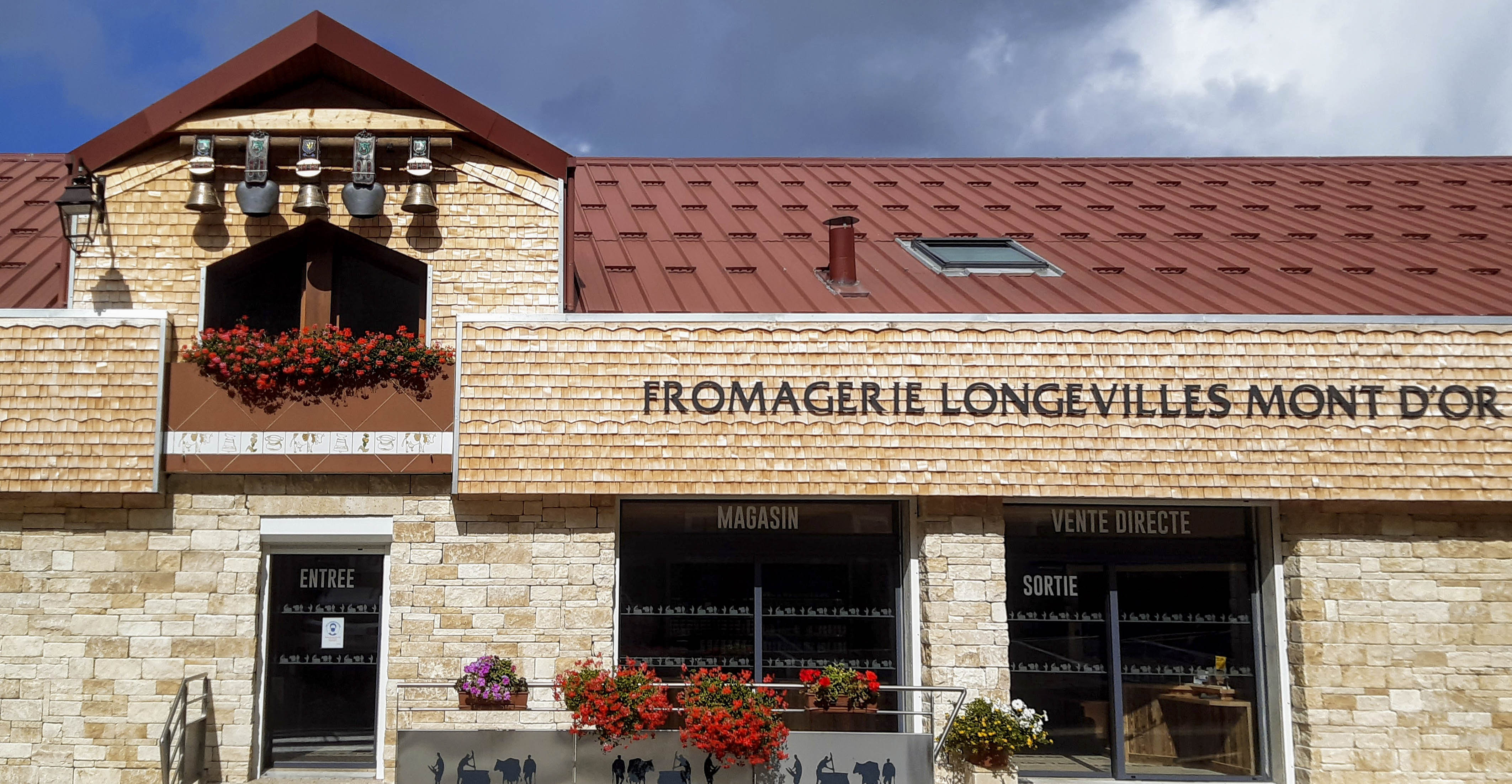
La fromagerie de la commune.

### Tunnel ferroviaire du Mont-d'Or
La tête ouest de ce tunnel transfrontalier se situe sur le territoire de la commune. Situé sur la ligne de Dijon-Ville à Vallorbe, il relie les gares de Dole-Ville (jura, France) et de Vallorbe (canton de Vaud, Suisse) via celle de Frasne.

## Personnalités liées à la commune
- Louis-Joseph Vionnet (né à Longevilles le 16 novembre 1769 - mort à Paris le 29 octobre 1834), officier de l'Empire. Fils d'un cordonnier et d'une dentellière, il travaille d'abord dans une mine de fer locale, est recteur de l'école de Métabief, puis s'enrôle à 20 ans comme aspirant d'artillerie. Sous-lieutenant en 1792, il participe à toutes les campagnes de la Première République puis du Premier Empire. Il est fait baron de Maringoné en 1814. Après l'abdication de Napoléon Ier, il se rallie à Louis XVIII, qui le remerciera en le nommant maréchal de camp et vicomte de Maringoné[23].
- Jacques Séraphin Lanquetin, né à Longevilles le 19 juillet 1794, et mort à Paris le 8 décembre 1869[24]. Conseiller municipal, secrétaire puis président du conseil municipal de Paris, il est parfois considéré comme le précurseur d'Haussmann. En 1816, il fonde sa maison de vins en gros à Paris, dans l'île Saint-Louis. En 1849, Jacques Séraphin Lanquetin est élu président du conseil municipal de Paris. Il est battu pour le siège de député de la Seine par Eugène Sue, qu'il battra en 1852[25],[26].
- Vital Cuinet, né aux Longevilles-Mont-d'Or le 19 décembre 1833 et mort le 6 septembre 1896 à Constantinople (Empire ottoman), orientaliste et géographe français qui fut secrétaire général de l'administration de la dette publique ottomane et membre de la Société de géographie de Paris.